# Motešice
Motešice (in tedesco Motteschitz, in ungherese Motesic) è un comune della Slovacchia facente parte del distretto di Trenčín, nella regione omonima.
Il comune di Motešice è sorto nel 1960 in seguito all'unione di due preesisteni municipalità: Dolné e Horné Motešice. Motešice è citata per la prima volta in un documento storico nel 1308. Appartenne ai Divéky e poi alla nobile famiglia locale dei Majthény/Motešický.